# Hofplein Rotterdam

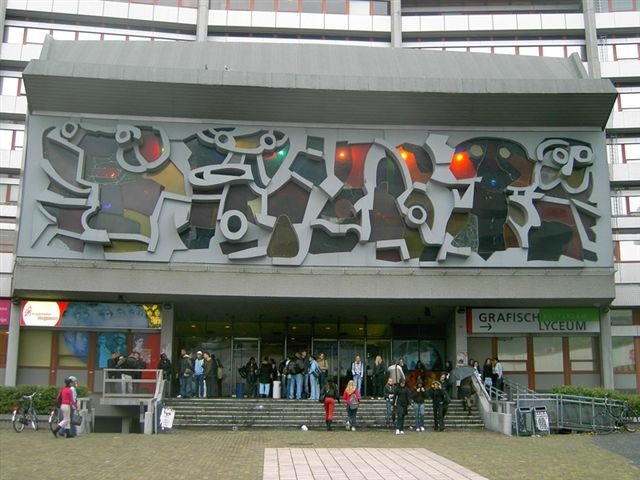
Hofpleintheater

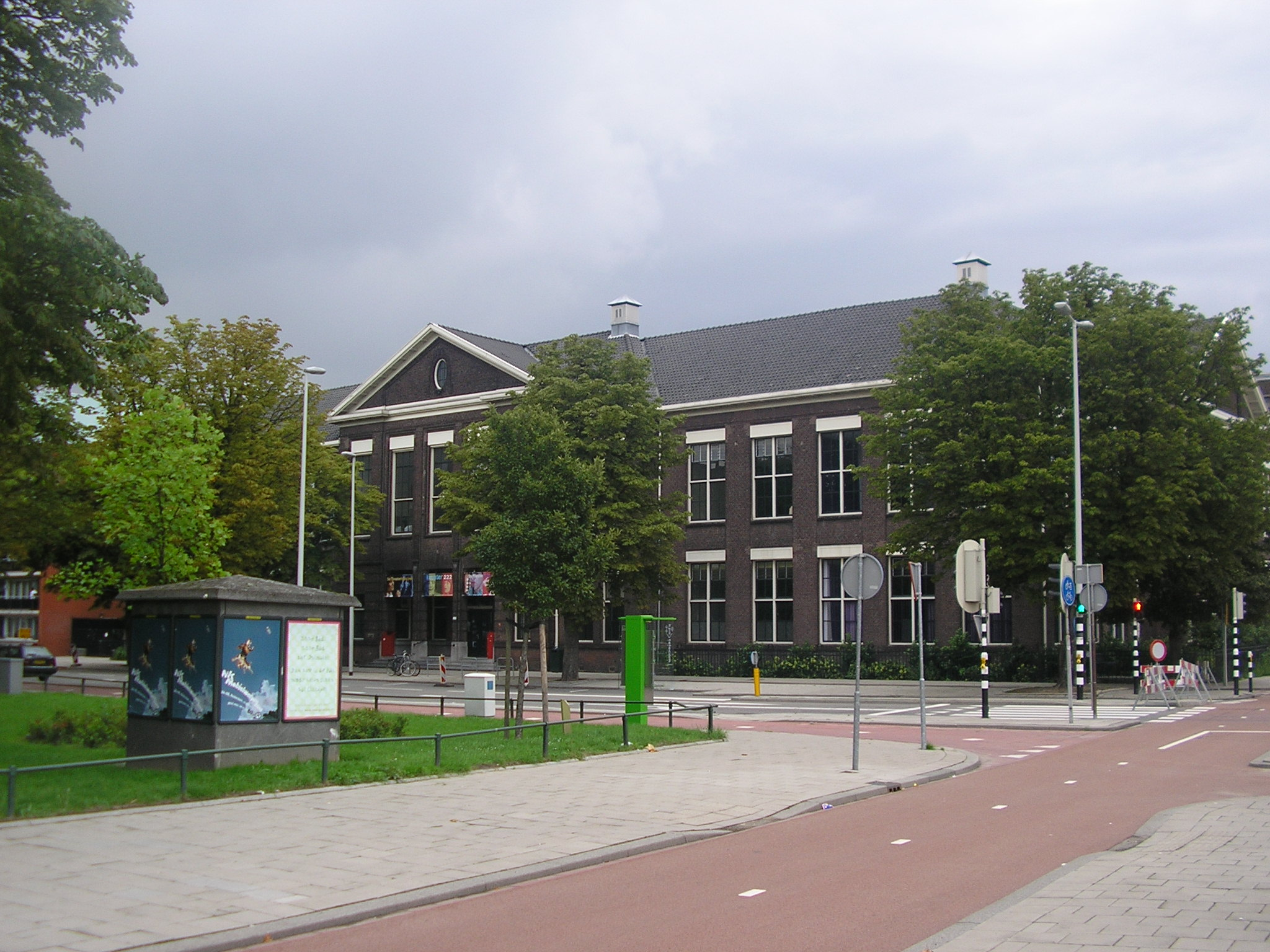
Het gebouw aan de Pieter de Hoochweg

Jeugdtheater Hofplein (van 2010 tot en met 2016 bekend als Hofplein Rotterdam) is een Rotterdamse theaterinstelling voor kinderen, jongeren en jongvolwassenen. Het werd in 1985 opgericht door acteur, schrijver, regisseur en artistiek leider Louis Lemaire.

## Jeugdtheaterschool
De Rotterdamse jeugdtheaterschool telt in 2008 ruim 4000 leerlingen in de leeftijd van 2 tot 26 jaar. De leerlingen krijgen les in spel, dans en zang. De school is gevestigd aan het Benthemplein én aan de Pieter de Hoochweg. Hier zijn onder andere drie kleine theaterzalen. Behalve lessen in de vrije tijd, bevindt zich op de Pieter de Hoochweg ook de theaterhavo/vwo waar Jeugdtheater Hofplein de artistieke lessen voor verzorgt en de mbo-theaterschool waar Jeugdtheater Hofplein mede-oprichter van is. In totaal zijn er 10 verschillende leslocaties, zowel in als buiten Rotterdam, waar Jeugdtheater Hofplein iedere week theaterles verzorgt aan kinderen en jongeren.

## Hofpleintheater
Aan het Benthemplein bevindt zich het Hofpleintheater.
Dit theater maakt deel uit van het Technicon-complex. De entree is gesierd met een door Karel Appel vervaardigd raam van gekleurd glas in beton. In dit theater worden door de school jaarlijks drie grote producties opgevoerd. Producties uit het verleden zijn onder andere De club van lelijke kinderen, De snoepwinkel van Zevensloten en De winterkoningin.

## Theatergezelschap
Het theatergezelschap maakt per seizoen tien tot twaalf producties. In een productie speelden vroeger ook geregeld één of meer professionele acteurs mee, maar de hoofdrollen werden altijd door leerlingen gespeeld. Tegenwoordig worden de voorstellen alleen maar door kinderen en jongeren gespeeld. De producties zijn vaak gebaseerd op een klassiek jeugdboek, een opera of een moderne versie van een bekend sprookje. Acteurs die ooit bij Hofplein Rotterdam begonnen zijn onder andere Lucien van Geffen, Noortje Herlaar, Gaite Jansen, Guido Spek, Anne-Marie Jung, Joey van der Velden, Dorian Bindels en Jeroen Spitzenberger.

## Jubileum
Hofplein Rotterdam heeft in november 2010 haar 25-jarig jubileum gevierd met een 25 uur durende marathonvoorstelling. Meer dan vierduizend spelers van zes tot 26 jaar hebben aan deze theaterproductie meegedaan. Tijdens de jubileummarathon speelden, dansten en zongen leerlingen 25 uur. Ieder uur bracht een nieuwe spelerscast een deel of compilatie van een voorstelling. Behalve de wisseling van 'voorstelling', wisselden ook de bezoekers in de zaal.